# Caminhos do Coração
Caminhos do Coração é uma telenovela brasileira produzida e exibida pela Record de 28 de agosto de 2007 a 2 de junho de 2008 em 240 capítulos, substituindo Vidas Opostas e sendo substituída por Os Mutantes: Caminhos do Coração. Foi a 9.ª novela exibida pela emissora desde a retomada da dramaturgia em 2004. Estreou como "novela das dez", porém após a direção avaliar que a trama atraia o público infantojuvenil, enquanto a novela das 20h30, Amor e Intrigas, tinha uma história mais densa voltada ao público adulto, ambas trocaram de horário e Caminhos do Coração se tornou uma "novela das oito". Foi escrita por Tiago Santiago com colaboração de Altenir Silva, Camilo Pellegrini, Doc Comparato, Gibran Dipp, Maria Cláudia Oliveira, Vívian de Oliveira e Gisele Joras - apenas alguns capítulos - com direção de Daniel Ghivelder, Guto Arruda Botelho, Vicente Barcello, Hamsa Wood e Vivianne Jundi, direção geral de Alexandre Avancini e direção geral do núcleo de teledramaturgia de Hiran Silveira.
Contou com Bianca Rinaldi, Leonardo Vieira, Gabriel Braga Nunes, Tuca Andrada, Julianne Trevisol, Ângelo Paes Leme, Thaís Fersoza e Ittala Nandi nos papéis principais.

## Produção
"Se o público rejeitar os mutantes, eles perdem peso na novela. Se for bem aceito, vou colocar mais mutantes. Ouvir o público é primordial."

— O autor Tiago Santiago, antes da estreia, sobre dirigir o rumo da novela de acordo com a recepção do público.
Originalmente a novela se chamaria Mutantes, porém o autor modificou para Caminhos do Coração para frisar a luta do bem contra o mal que regeria a história. A sinopse da trama foi aprovada em novembro de 2006 para suceder Vidas Opostas, programada para agosto de 2007, tendo 207 capítulos definidos de previsão inicial. Tiago revelou que parte da inspiração para escrever a trama veio da telenovela Saramandaia, exibida pela Rede Globo em 1976, que trazia a temática do realismo mágico. Caminhos do Coração foi escrita especialmente mirando no público infantojuvenil. Antes da estreia, o autor revelou que o público seria um termômetro nas redes sociais – caso os espectadores rejeitassem os mutantes, eles passariam para o plano de fundo gradativamente e os romances tomariam a frente; caso fosse bem aceito, haveria a inserção de outros com novos poderes e desenvolvimento das histórias, e a trama passaria a ser a principal.
Cada capítulo teve o orçamento avaliado em R$ 313 mil. Este foi o maior valor investido pela emissora até então, ante aos R$ 80 mil da telenovela anterior do autor, Prova de Amor. Cenas dos dos doze primeiros capítulos foram gravados em Miami, nos Estados Unidos, onde o personagem de Leonardo Vieira estava em busca de respostas sobre os poderes de sua filha. Nestes capítulos, a direção fechou uma participação especial do ator estadunidense Lance Henriksen, interpretando o médico que estudava as mutações, escolhido exatamente por já fazer parte do imaginário nerd por ter sido do elenco da franquia Alien vs. Predador. Na semana de estreia, o autor revelou os nove primeiros mutantes e seus respectivos poderes durante a coletiva de imprensa.

### Escolha do elenco
| |  |  |
| Fernanda Montenegro (esquerda) e Rodrigo Santoro (direita) receberam propostas salariais entre R$ 1 e 5 milhões para viverem os papeis centrais da novela. |  |  |

Bianca Rinaldi e Tuca Andrada foram os primeiros nomes a serem reservados para a novela, ainda em novembro de 2006. Rodrigo Santoro chegou a ser convidado para protagonizar a trama, porém não aceitou, uma vez que sua carreira no cinema internacional estava em alta e ele não tinha intenção de retornar às novelas – o ator nunca mais integrou outra trama completa. Para o posto, o autor cogitou lançar um ator de teatro que nunca tivesse feito televisão ainda, uma vez que a aposta de Léo Rosa em Vidas Opostas havia sido positiva, porém desistiu e escalou Leonardo Vieira como protagonista. Em março de 2007, o elenco principal começou a ser convocado, sendo Patrícya Travassos, Eduardo Lago, Rafaela Mandelli anunciados como contratações para a novela. Preta Gil foi aprovada nos testes para a antagonista Helga em abril.
Tiago Santiago revelou que havia escrito a antagonista Júlia especialmente para Fernanda Montenegro – tida pela imprensa como a maior atriz brasileira – a qual, porém, ele descreveu como "um sonho quase impossível". O autor chegou a almoçar com a atriz para expor o projeto, uma vez que Fernanda avaliou como positiva as telenovelas da emissora da época, como Prova de Amor e Vidas Opostas. Tiago teve o aval da emissora para oferecer-lhe um salário de R$ 1 milhão por mês e estender até R$ 5 milhões caso ela se interessasse. Fernanda, no entanto, decidiu não aceitar a proposta após avaliar que seria um projeto infanto-juvenil. Marília Pêra e Fúlvio Stefanini foram convidados na sequência, uma vez que estavam sem contrato com a Rede Globo, porém ao saber da proposta, a concorrente decidiu reassinar com ambos. Ittala Nandi, que estava escalada para interpretar Ana Luz, foi realocada para a personagem. Fafá de Belém, que desejava estrear na televisão, foi escalada como Ana Luz.
Além de Bianca e Leonardo, o autor procurou manter no projeto outros atores que já haviam trabalhado com ele em suas novelas anteriores, incluindo Théo Becker, Fernanda Nobre, André Mattos, Pedro Malta, Shaila Arsene, Júlia Maggessi e Jorge Pontual. A personagem de Karina Bacchi, que seria um elemento fixo, se tornou uma participação especial, uma vez que a atriz pediu afastamento após o primeiro mês para ser repórter do Domingo Espetacular. Bianca Castanho chegou a ser cogitada para o papel de Érica, após diversos pedidos do público pelas redes sociais a favor da atriz, porém o autor optou por Andréa Avancini, uma vez que Bianca seria muito nova para formar o par romântico com Eduardo Lago.

## Enredo

Letícia Medina, Leonardo Vieira e Bianca Rinaldi caracterizados como seus personagens em cena de Caminhos do Coração.